# 柯藍
柯 藍（か らん、1920年1月13日 - 2006年12月11日）は、中華人民共和国の小説家。本名は唐一正。筆名は亜一、木人。代表作に『紅旗呼啦啦飄』『早霞短笛』『深谷回声』。

## 略歴
1920年1月13日、湖南省長沙県で生まれる。
1936年、柯藍は湖南第一師範学院を卒業した後、陝西省延安に行った。

## 作品

### 小説
- 『紅旗呼啦啦飄』（『紅旗はひらひらと』、島田政雄、中国研究、現代中国学会）

### 劇本
- 『鉄窓烈火』

### 散文
- 『深谷回声』

### 散文詩
- 『早霞短笛』

## 映像化された作品
- 『黄色い大地』 - 原作は『深谷回声』。出演：薛白、王学圻、譚托、劉強。監督：陳凱歌。